# Convocazioni per la Coppa del mondo per club FIFA 2023
Elenco dei giocatori convocati da ciascun club partecipante alla Coppa del mondo per club FIFA 2023.

## Club

### Al-Ahly
Allenatore:  Marcel Koller
| N. |                      | Ruolo | Calciatore         |
| -- | -------------------- | ----- | ------------------ |
| 1  | Egitto (bandiera)    | P     | Mohamed El-Shenawy |
| 2  | Egitto (bandiera)    | D     | Khaled Abdelfattah |
| 5  | Egitto (bandiera)    | A     | Ramy Rabia         |
| 6  | Egitto (bandiera)    | D     | Yasser Ibrahim     |
| 7  | Egitto (bandiera)    | A     | Mahmoud Kahraba    |
| 8  | Egitto (bandiera)    | D     | Akram Tawfik       |
| 10 | Sudafrica (bandiera) | A     | Percy Tau          |
| 13 | Egitto (bandiera)    | C     | Marwan Ateya       |
| 14 | Egitto (bandiera)    | C     | Hussein El Shahat  |
| 15 | Mali (bandiera)      | C     | Aliou Dieng        |
| 16 | Egitto (bandiera)    | P     | Hamza Alaa         |
| 17 | Egitto (bandiera)    | C     | Amr El Solia       |

| N. |                    | Ruolo | Calciatore          |
| -- | ------------------ | ----- | ------------------- |
| 19 | Egitto (bandiera)  | C     | Mohamed Magdy       |
| 21 | Tunisia (bandiera) | D     | Ali Maâloul         |
| 22 | Egitto (bandiera)  | C     | Emam Ashour         |
| 24 | Egitto (bandiera)  | D     | Mohamed Abdel Monem |
| 27 | Francia (bandiera) | A     | Anthony Modeste     |
| 28 | Egitto (bandiera)  | D     | Karim Fouad         |
| 29 | Egitto (bandiera)  | C     | Taher Mohamed       |
| 30 | Egitto (bandiera)  | D     | Mohamed Hany        |
| 31 | Egitto (bandiera)  | P     | Mostafa Shobeir     |
| 33 | Egitto (bandiera)  | D     | Karim El Debes      |
| 36 | Egitto (bandiera)  | C     | Ahmed Nabil Koka    |

### Al-Ittihad
Allenatore:  Marcelo Gallardo
| N. |                           | Ruolo | Calciatore          |
| -- | ------------------------- | ----- | ------------------- |
| 1  | Arabia Saudita (bandiera) | P     | Abdullah Al-Mayouf  |
| 4  | Arabia Saudita (bandiera) | D     | Omar Hawsawi        |
| 6  | Arabia Saudita (bandiera) | C     | Sultan Al-Farhan    |
| 7  | Francia (bandiera)        | C     | N'Golo Kanté        |
| 8  | Brasile (bandiera)        | C     | Fabinho             |
| 9  | Francia (bandiera)        | A     | Karim Benzema       |
| 10 | Brasile (bandiera)        | C     | Igor Coronado       |
| 11 | Portogallo (bandiera)     | C     | Jota                |
| 12 | Arabia Saudita (bandiera) | D     | Zakaria Hawsawi     |
| 13 | Arabia Saudita (bandiera) | D     | Muhannad Alshanqiti |
| 15 | Arabia Saudita (bandiera) | D     | Hassan Kadesh       |
| 16 | Arabia Saudita (bandiera) | C     | Faisal Al-Ghamdi    |

| N. |                           | Ruolo | Calciatore           |
| -- | ------------------------- | ----- | -------------------- |
| 17 | Arabia Saudita (bandiera) | C     | Marwan Al-Sahafi     |
| 24 | Arabia Saudita (bandiera) | C     | Abdulrahman Alobud   |
| 25 | Arabia Saudita (bandiera) | D     | Suwailem Al-Menhali  |
| 26 | Egitto (bandiera)         | D     | Ahmed Hegazy         |
| 28 | Arabia Saudita (bandiera) | D     | Ahmed Bamasud        |
| 33 | Arabia Saudita (bandiera) | D     | Madallah Alolayan    |
| 34 | Brasile (bandiera)        | P     | Marcelo Grohe        |
| 77 | Arabia Saudita (bandiera) | C     | Saleh Aljaman Alamri |
| 88 | Arabia Saudita (bandiera) | P     | Osama Al-Mermesh     |
| 90 | Brasile (bandiera)        | A     | Romarinho            |
| 99 | Marocco (bandiera)        | A     | Abderrazak Hamdallah |

### Auckland City
Allenatore:  Albert Riera
| N. |                          | Ruolo | Calciatore       |
| -- | ------------------------ | ----- | ---------------- |
| 1  | Nuova Zelanda (bandiera) | P     | Conor Tracey     |
| 2  | Nuova Zelanda (bandiera) | D     | Mario Ilich      |
| 3  | Nuova Zelanda (bandiera) | D     | Adam Mitchell    |
| 4  | Nuova Zelanda (bandiera) | D     | Christian Gray   |
| 5  | Vanuatu (bandiera)       | C     | Timothy Boulet   |
| 6  | Nuova Zelanda (bandiera) | D     | Adam Bell        |
| 7  | Nuova Zelanda (bandiera) | C     | Cameron Howieson |
| 8  | Spagna (bandiera)        | A     | Gerard Garriga   |
| 9  | Nuova Zelanda (bandiera) | C     | Angus Kilkolly   |
| 10 | Nuova Zelanda (bandiera) | A     | Dylan Manickum   |
| 11 | Nuova Zelanda (bandiera) | A     | Ryan De Vries    |
| 12 | Nuova Zelanda (bandiera) | D     | Regont Murati    |

| N. |                          | Ruolo | Calciatore         |
| -- | ------------------------ | ----- | ------------------ |
| 13 | Nuova Zelanda (bandiera) | D     | Nathan Lobo        |
| 14 | Nuova Zelanda (bandiera) | D     | Jordan Vale        |
| 15 | Nuova Zelanda (bandiera) | C     | Aidan Carey        |
| 16 | Nuova Zelanda (bandiera) | A     | Joe Lee            |
| 18 | Uruguay (bandiera)       | P     | Sebastián Ciganda  |
| 19 | Nuova Zelanda (bandiera) | A     | Liam Gillion       |
| 20 | Argentina (bandiera)     | A     | Emiliano Tade      |
| 22 | Cina (bandiera)          | C     | Zhou Tong          |
| 23 | Nuova Zelanda (bandiera) | D     | Alfie Rogers       |
| 24 | Nuova Zelanda (bandiera) | P     | Joe Wallis         |
| 25 | Nuova Zelanda (bandiera) | C     | Michael den Heijer |

### León
Allenatore:  Nicolás Larcamón
| N. |                     | Ruolo | Calciatore      |
| -- | ------------------- | ----- | --------------- |
| 1  | Messico (bandiera)  | P     | Alfonso Blanco  |
| 3  | Messico (bandiera)  | P     | Óscar García    |
| 5  | Messico (bandiera)  | C     | Fidel Ambríz    |
| 6  | Colombia (bandiera) | D     | William Tesillo |
| 7  | Messico (bandiera)  | D     | Iván Moreno     |
| 8  | Messico (bandiera)  | C     | José Rodríguez  |
| 9  | Messico (bandiera)  | A     | Brian Rubio     |
| 11 | Messico (bandiera)  | C     | Elías Hernández |
| 13 | Ecuador (bandiera)  | C     | Ángel Mena      |
| 16 | Colombia (bandiera) | C     | Omar Fernández  |
| 17 | Uruguay (bandiera)  | A     | Nicolás López   |
| 18 | Uruguay (bandiera)  | A     | Federico Viñas  |

| N. |                      | Ruolo | Calciatore         |
| -- | -------------------- | ----- | ------------------ |
| 20 | Messico (bandiera)   | A     | José Alvarado      |
| 21 | Colombia (bandiera)  | D     | Jaine Barreiro     |
| 22 | Argentina (bandiera) | D     | Adonis Frías       |
| 23 | Spagna (bandiera)    | C     | Borja Sánchez      |
| 24 | Messico (bandiera)   | D     | Osvaldo Rodríguez  |
| 25 | Messico (bandiera)   | D     | Paul Bellón        |
| 28 | Messico (bandiera)   | C     | José David Ramírez |
| 29 | Argentina (bandiera) | C     | Lucas Romero       |
| 30 | Messico (bandiera)   | P     | Rodolfo Cota       |
| 32 | Messico (bandiera)   | A     | Sebastián Santos   |
| 34 | Messico (bandiera)   | D     | Óscar Villa        |

### Fluminense
Allenatore:  Fernando Diniz
| N. |                      | Ruolo | Calciatore         |
| -- | -------------------- | ----- | ------------------ |
| 1  | Brasile (bandiera)   | P     | Fábio              |
| 2  | Brasile (bandiera)   | D     | Samuel Xavier      |
| 4  | Brasile (bandiera)   | D     | Marlon             |
| 5  | Brasile (bandiera)   | C     | Alexsander         |
| 7  | Brasile (bandiera)   | C     | André              |
| 8  | Brasile (bandiera)   | C     | Matheus Martinelli |
| 9  | Brasile (bandiera)   | A     | John Kennedy       |
| 10 | Brasile (bandiera)   | C     | Ganso              |
| 11 | Brasile (bandiera)   | A     | Keno               |
| 12 | Brasile (bandiera)   | D     | Marcelo            |
| 14 | Argentina (bandiera) | A     | Germán Cano        |
| 20 | Brasile (bandiera)   | C     | Danielzinho        |

| N. |                     | Ruolo | Calciatore    |
| -- | ------------------- | ----- | ------------- |
| 21 | Colombia (bandiera) | C     | Jhon Arias    |
| 22 | Brasile (bandiera)  | P     | Pedro Rangel  |
| 23 | Brasile (bandiera)  | D     | Guga          |
| 29 | Brasile (bandiera)  | C     | Thiago Santos |
| 30 | Brasile (bandiera)  | D     | Felipe Melo   |
| 33 | Brasile (bandiera)  | D     | Nino          |
| 38 | Colombia (bandiera) | A     | Yony González |
| 40 | Brasile (bandiera)  | D     | Diogo Barbosa |
| 44 | Brasile (bandiera)  | D     | David Braz    |
| 45 | Brasile (bandiera)  | C     | Lima          |
| 98 | Brasile (bandiera)  | P     | Vitor Eudes   |

### Manchester City
Allenatore:  Pep Guardiola
| N. |                        | Ruolo | Calciatore      |
| -- | ---------------------- | ----- | --------------- |
| 2  | Inghilterra (bandiera) | D     | Kyle Walker     |
| 3  | Portogallo (bandiera)  | D     | Rúben Dias      |
| 4  | Inghilterra (bandiera) | C     | Kalvin Phillips |
| 5  | Inghilterra (bandiera) | D     | John Stones     |
| 6  | Paesi Bassi (bandiera) | D     | Nathan Aké      |
| 8  | Croazia (bandiera)     | C     | Mateo Kovačić   |
| 10 | Inghilterra (bandiera) | C     | Jack Grealish   |
| 16 | Spagna (bandiera)      | C     | Rodri           |
| 18 | Germania (bandiera)    | P     | Stefan Ortega   |
| 19 | Argentina (bandiera)   | A     | Julián Álvarez  |
| 20 | Portogallo (bandiera)  | C     | Bernardo Silva  |
| 21 | Spagna (bandiera)      | D     | Sergio Gómez    |

| N. |                        | Ruolo | Calciatore       |
| -- | ---------------------- | ----- | ---------------- |
| 24 | Croazia (bandiera)     | D     | Joško Gvardiol   |
| 25 | Svizzera (bandiera)    | D     | Manuel Akanji    |
| 27 | Portogallo (bandiera)  | C     | Matheus Nunes    |
| 31 | Brasile (bandiera)     | P     | Ederson          |
| 33 | Inghilterra (bandiera) | P     | Scott Carson     |
| 47 | Inghilterra (bandiera) | C     | Phil Foden       |
| 52 | Norvegia (bandiera)    | A     | Oscar Bobb       |
| 68 | Inghilterra (bandiera) | D     | Max Alleyne      |
| 76 | Spagna (bandiera)      | C     | Mahamadou Susoho |
| 82 | Inghilterra (bandiera) | D     | Rico Lewis       |
| 92 | Inghilterra (bandiera) | A     | Micah Hamilton   |

### Urawa Reds
Allenatore:  Maciej Skorża
| N. |                        | Ruolo | Calciatore        |
| -- | ---------------------- | ----- | ----------------- |
| 1  | Giappone (bandiera)    | P     | Shusaku Nishikawa |
| 2  | Giappone (bandiera)    | D     | Hiroki Sakai      |
| 3  | Giappone (bandiera)    | C     | Atsuki Itō        |
| 4  | Giappone (bandiera)    | D     | Takuya Iwanami    |
| 5  | Norvegia (bandiera)    | D     | Marius Høibråten  |
| 8  | Giappone (bandiera)    | C     | Yoshio Koizumi    |
| 9  | Paesi Bassi (bandiera) | A     | Bryan Linssen     |
| 10 | Giappone (bandiera)    | C     | Shoya Nakajima    |
| 11 | Guinea (bandiera)      | A     | José Kanté        |
| 14 | Giappone (bandiera)    | C     | Takahiro Sekine   |
| 15 | Giappone (bandiera)    | C     | Takahiro Akimoto  |
| 16 | Giappone (bandiera)    | P     | Ayumi Niekawa     |

| N. |                        | Ruolo | Calciatore       |
| -- | ---------------------- | ----- | ---------------- |
| 17 | Paesi Bassi (bandiera) | A     | Alex Schalk      |
| 19 | Giappone (bandiera)    | C     | Ken Iwao         |
| 21 | Giappone (bandiera)    | C     | Tomoaki Ōkubo    |
| 22 | Giappone (bandiera)    | C     | Kai Shibato      |
| 25 | Giappone (bandiera)    | C     | Kaito Yasui      |
| 26 | Giappone (bandiera)    | D     | Takuya Ogiwara   |
| 27 | Thailandia (bandiera)  | C     | Ekanit Panya     |
| 28 | Danimarca (bandiera)   | D     | Alexander Scholz |
| 30 | Giappone (bandiera)    | A     | Shinzo Koroki    |
| 31 | Giappone (bandiera)    | P     | Shun Yoshida     |
| 66 | Giappone (bandiera)    | D     | Ayumu Ōhata      |